# موتور ابراهیم کمال‌خان
موتور ابراهیم کمال‌خان روستایی در دهستان جلگه چاه هاشم بخش جلگه چاه هاشم شهرستان دلگان استان سیستان و بلوچستان ایران است.

## جمعیت
بر پایه سرشماری عمومی نفوس و مسکن در سال ۱۳۹۵ جمعیت این روستا ۳۷ نفر (۱۰خانوار) بوده‌است.